# Сен-Жени-сюр-Мантон
Сен-Жени́-сюр-Манто́н (фр. Saint-Genis-sur-Menthon) — коммуна во Франции, находится в регионе Рона — Альпы. Департамент — Эн. Входит в состав кантона Пон-де-Вель. Округ коммуны — Бурк-ан-Брес.
Код INSEE коммуны — 01355.

## География
Коммуна расположена приблизительно в 350 км к юго-востоку от Парижа, в 60 км севернее Лиона, в 19 км к северо-западу от Бурк-ан-Бреса.
По территории коммуны протекает река Мантон.

## Климат
Климат полуконтинентальный с холодной зимой и тёплым летом. Дожди бывают нечасто, в основном летом.

## Население
Население коммуны на 2010 год составляло 408 человек.
| 1962 | 1968 | 1975 | 1982 | 1990 | 1999 | 2010 |
| ---- | ---- | ---- | ---- | ---- | ---- | ---- |
| 340  | 301  | 270  | 299  | 324  | 363  | 408  |

## Экономика
В 2010 году среди 261 человека трудоспособного возраста (15—64 лет) 219 были экономически активными, 42 — неактивными (показатель активности — 83,9 %, в 1999 году было 72,9 %). Из 219 активных жителей работали 202 человека (111 мужчин и 91 женщина), безработных было 17 (7 мужчин и 10 женщин). Среди 42 неактивных 15 человек были учениками или студентами, 17 — пенсионерами, 10 были неактивными по другим причинам.

## Фотогалерея

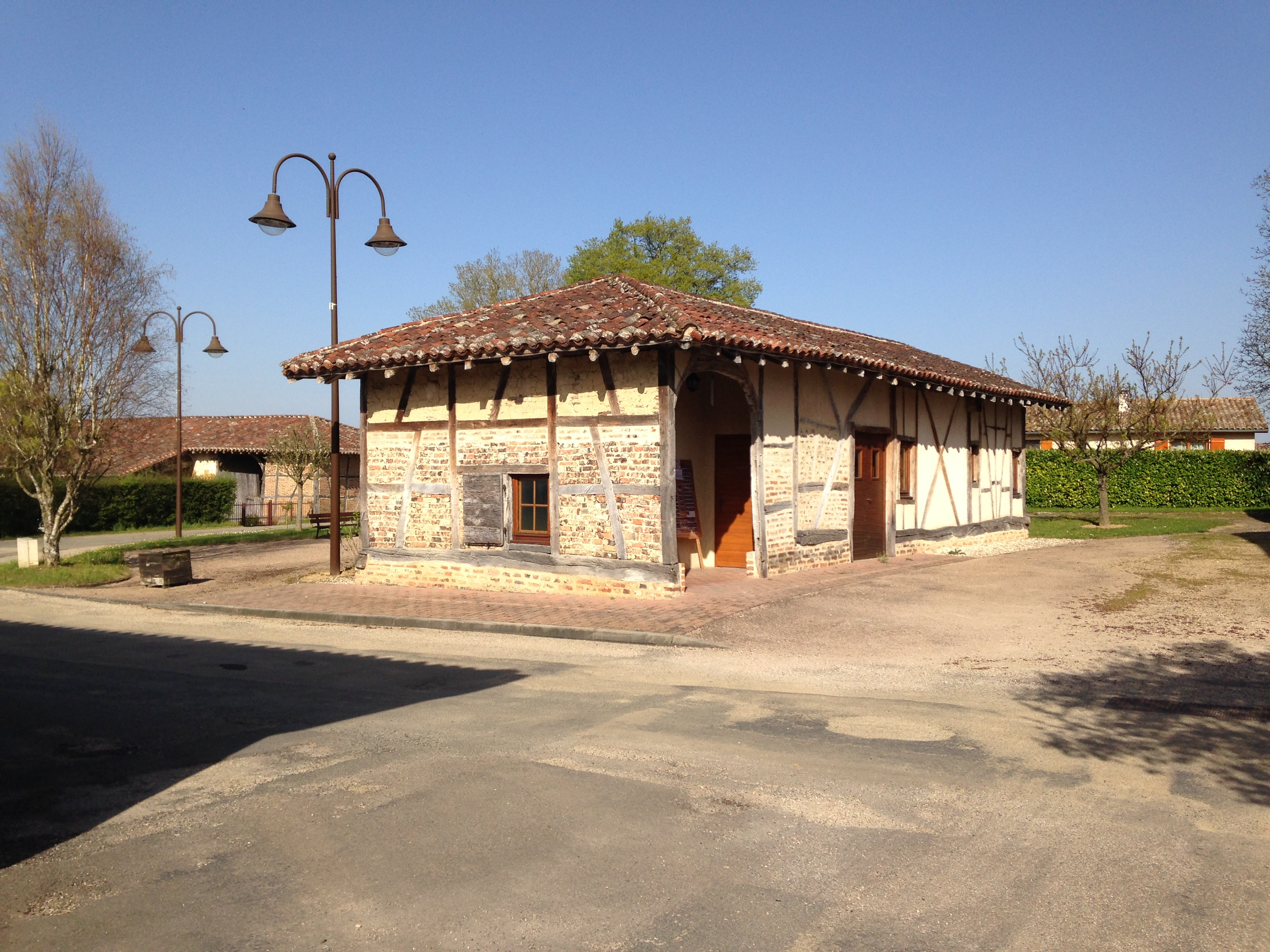
Библиотека
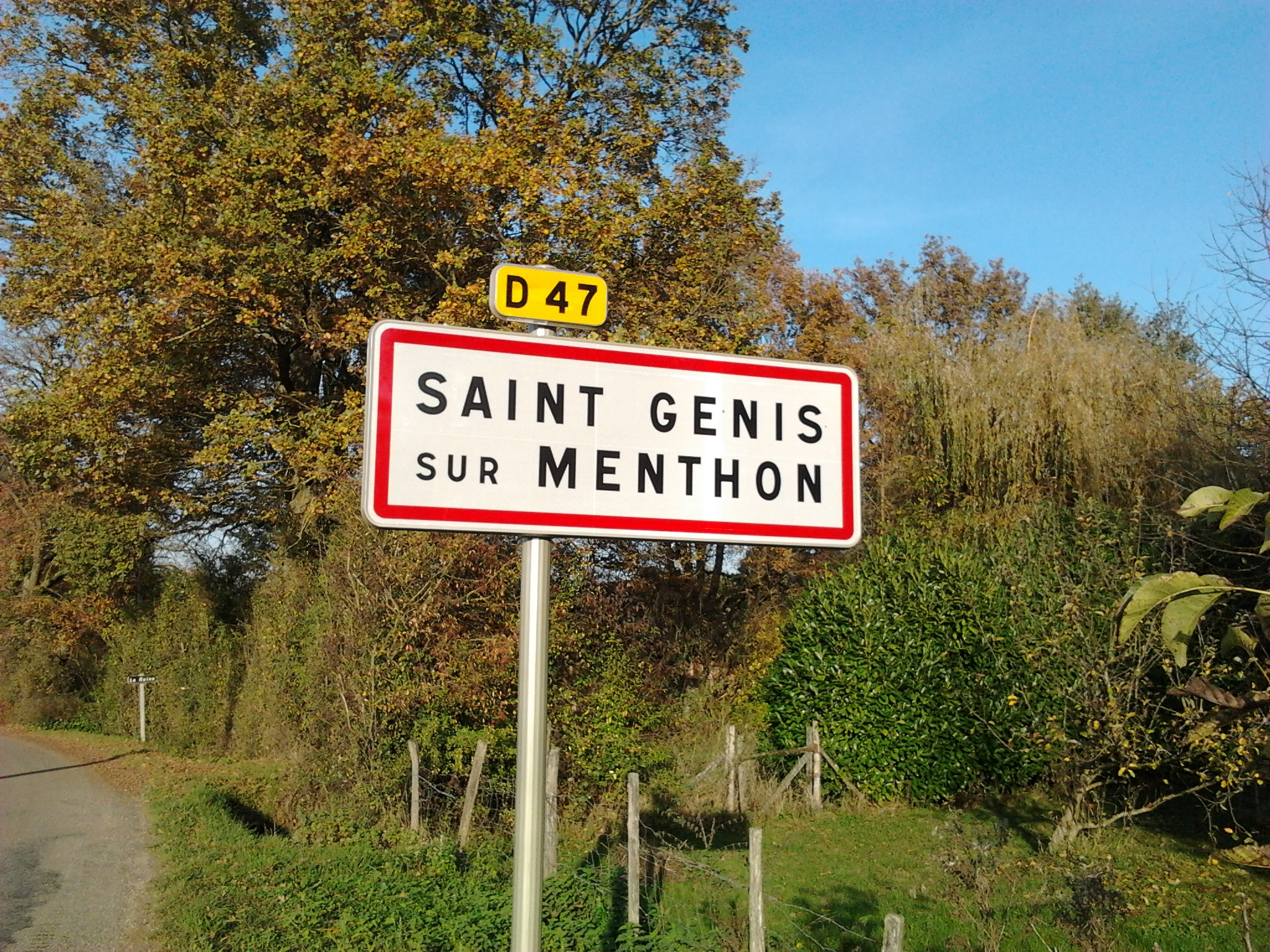
Знак на въезде в Сен-Жени-сюр-Мантон
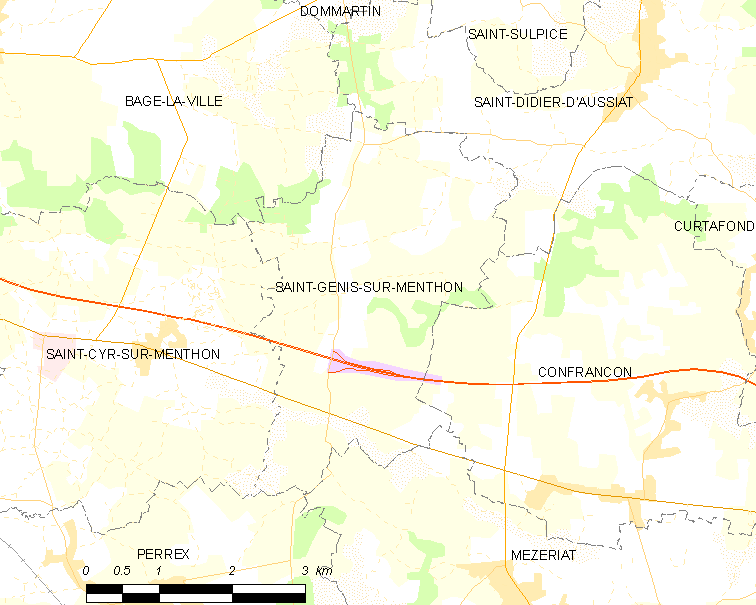
Карта коммуны